# Kintunsaari
Kintunsaari är en ö i Finland. Den ligger i sjön Vuohijärvi och i kommunen Kouvola i den ekonomiska regionen  Kouvola ekonomiska region  och landskapet Kymmenedalen, i den södra delen av landet, 150 km nordost om huvudstaden Helsingfors. Öns area är 10,5 hektar och dess största längd är 0,8 kilometer i sydöst-nordvästlig riktning.